# エイチームフィナジー
株式会社エイチームフィナジー（英: Ateam Finergy Inc.）は、大阪府大阪市北区に本社を置き、保険代理店事業を運営している日本の企業である。Sasuke Financial Lab株式会社の完全子会社。

## 概要
株式会社エイチームフィナジーは、株式会社エイチームの100％子会社である株式会社エイチームライフスタイル内にある金融メディア事業を分離、独立事業会社化し、2019年2月に設立された子会社である。
「世の中からお金の不安をなくす」をミッションとして掲げ、金融領域に特化した情報メディアを複数展開している。2019年8月9日より保険代理店業務を開始。

## 沿革
- 2012年
  - 9月 - 大阪市北区の梅田阪急ビルに「大阪オフィス」をオープン
- 2013年
  - 12月 - キャッシング・カードローン総合検索サイト「ナビナビキャッシング」をリリース
- 2015年
  - 12月 - クレジットカード攻略ガイドリリース
- 2016年
  - 3月 - FP監修カードローン情報サイト「なるほど！カードローン」をリリース
  - 11月 - クレジットカード・キャッシュレス比較情報メディア「ナビナビクレジットカード」をリリース
- 2017年
  - 1月 - 通信費・家計見直しサイト「Soldi」をリリース
  - 5月 - 大阪オフィス拡張移転[3]
  - 6月 - プロが教える住宅ローン情報サイト「ナビナビ住宅ローン」をリリース
  - 7月 - FXの総合情報サイト「ナビナビFX」をリリース
  - 7月 - 大阪オフィスにて金融メディア事業の運営を開始
- 2019年
  - 2月 - エイチームライフスタイル内にある金融メディア事業を分離、独立事業会社化
  - 4月 - 株式会社エイチームフィナジーのコーポレートサイトをオープン[4]
  - 8月 - 保険代理店業務を開始[5]
- 2020年
  - 1月 - 保険に関する情報サイト「ナビナビ保険」をリリース[6]
  - 4月 - 社員の在宅勤務を開始[7]
  - 4月 - プライバシーポリシー改訂[8]
  - 4月 - 証券投資に関する情報メディア「ナビナビ証券」をリリース[9]
  - 5月 - お金に関する様々な情報を発信するYouTubeチャンネル「ナビナビチャンネル」を開設
  - 5月 - 新型コロナウイルス感染拡大防止のため在宅勤務の継続[10]
  - 7月 - プライバシーポリシー改訂[11]
  - 7月 - 大阪府大阪市西区北堀江に四ツ橋保険コールセンター開所
  - 10月 - ナビナビサービスのロゴデザインをリニューアルし全サービス統一[12]
  - 11月 - ナビナビクレジットカードのクレジットカード診断ツールをリニューアル
  - 12月 - 株式会社リンクスを連結子会社化
- 2021年
  - 1月 - 1週間分の株のトレンド情報が5分でわかる 「週間ナビナビNews」の配信を開始[13]
  - 5月 - お金の総合情報メディア「ナビナビ」をリリース
  - 6月 - 中京大学経済学部の講義用教材用の「資産形成学習アプリ開発」に着手[14]
  - 8月 - 子会社の株式会社リンクスを吸収合併[15]。
- 2022年
  - 2月 - 金融メディア事業および人材事業を吸収分割方式により株式会社エイチーム引越し侍に承継予定[16]。
- 2023年
  - 12月 - 本社を大阪市北区の御堂筋フロントタワーに移転。

## 主なサービス
- 保険代理店事業
  - ナビナビ保険
    - 新型コロナウイルス感染症の流行前後の家計調査を実施[17]

  - ナビナビ資産運用デザインゲーム